# ツヴィステタール
ツヴィステタール (ドイツ語: Twistetal) は、ドイツ連邦共和国ヘッセン州ヴァルデック＝フランケンベルク郡に属す町村（以下、本項では便宜上「町」と記述する）である。
ツヴィステタール町の中心および行政機能所在地はツヴィステタール地区である。

## 地理

### 位置
ツヴィステタールの町は、バート・アーロルゼンの南西約 5.8 km（直線距離）にある。町内をツヴィステ川が貫いており、数 km 下流側、すなわち北東でツヴィステ湖に注ぐ。

### 自治体の構成
この町は、7つの地区からなる。
- ベルンドルフ
- エレリングハウゼン
- ゲムベック
- ミュールハウゼン
- ニーダー＝ヴァロルデルン
- オーバー＝ヴァロルデルン
- ツヴィステ

- ゲムベック地区
- ミュールハウゼン地区

### 隣接する市町村
この町は、時計回りに、北と東はバート・アーロルゼン、南東はヴァルデック、南西はコルバッハ、西はディーメルゼーと境を接している。

## 行政
1971年の市町村再編後にツヴィステタールは、コルバッハとアーロルゼンとの緩衝地として成立した。このため、村落合併によって形成されたツヴィステタールは大きな町ではない。
行政庁舎はツヴィステ地区にある。現在はかつての農場の建物がツヴィステタールの町役場に転用されている。

### 議会
ツヴィステタールの町議会は、23議席からなる。

## 文化と見所
ツヴィステタールの町から近い行楽地は、ツヴィステ湖、エーダー湖、ディーメル湖、バート・アーロルゼン、ケラーバルト国立公園がある。

## 経済と社会資本

### 交通
ツヴィステタールの町を、連邦道 B252号線のコルバッハ - バート・アーロルゼン区間が通っている。ツヴィステ地区には、カッセルからコルバッハに至るレギオナルエクスプレスの停車駅がある。

## 引用
1. ↑  Hessisches Statistisches Landesamt: Bevölkerung in Hessen am 31.12.2023 (Landkreise, kreisfreie Städte und Gemeinden, Einwohnerzahlen auf Grundlage des Zensus 2011)]
2. ↑  2011年3月27日の町議会議員選挙結果